# Carlo Massarenti

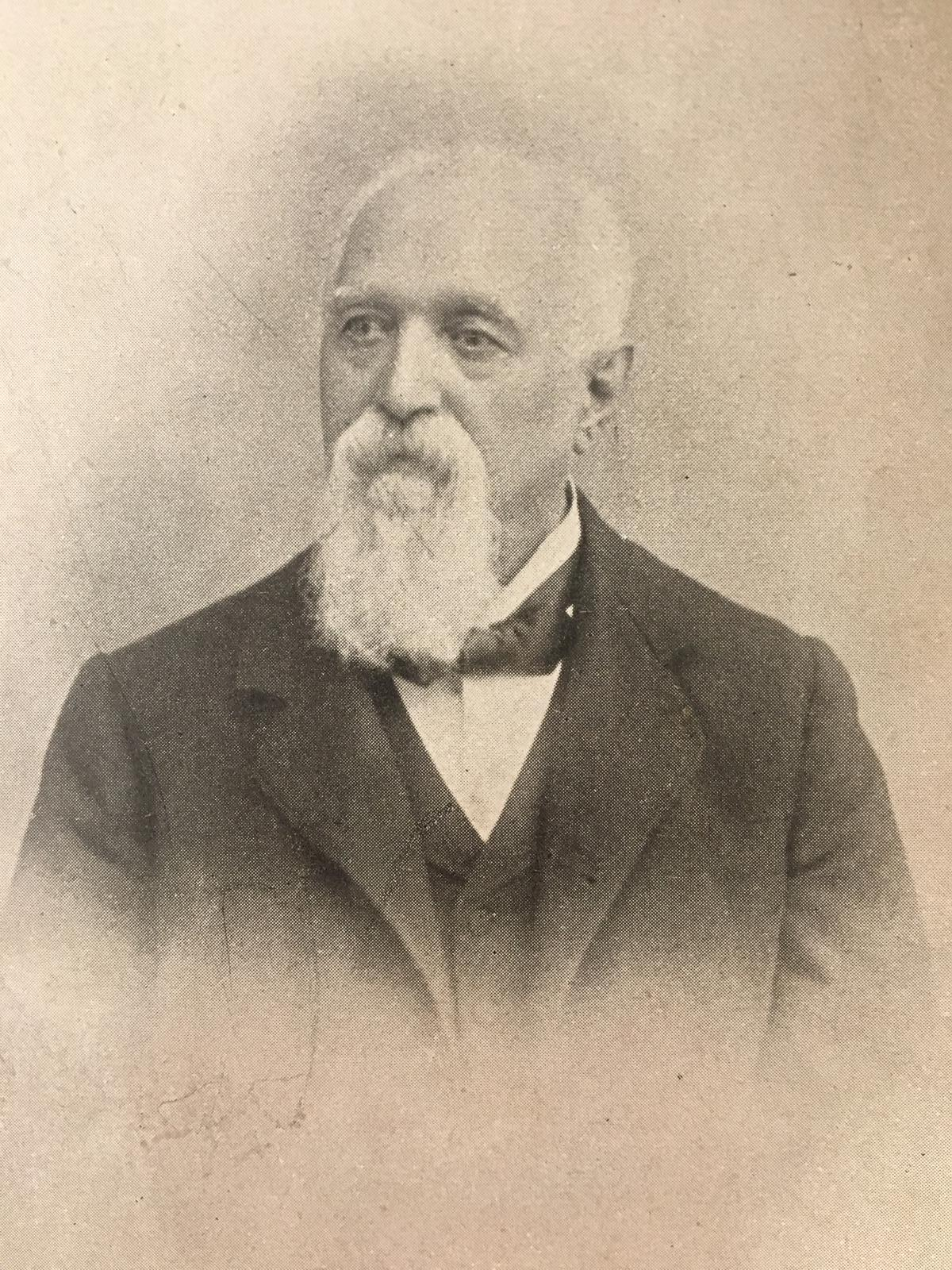
Carlo Massarenti

Carlo Massarenti (Bologna, 10 marzo 1815 – Bologna, 18 aprile 1907) è stato un chirurgo e ginecologo italiano.

## Biografia
Carlo Massarenti nacque da Luigi e Maria Gesualda Biagi di Monteacuto delle Alpi.
All’età di 12 anni perse il padre e fu allontanato dalla madre e affidato all’Orfanotrofio di San Bartolomeo di Bologna, dove rimase fino all’età di 18 anni. Compì gli studi di filosofia e nel luglio del 1837 si iscrisse alla facoltà Medico-Chirurgica dell’Università di Bologna. Ai suoi studi universitari provvide Antonio Cavara, professore di clinica chirurgica. Conseguì la Laurea in Chirurgia nel 1839 e nel 1841 la Laurea in Medicina.

### I primi incarichi
Iniziò a praticare la professione di medico nell’Ospedale Maggiore di Bologna il 10 agosto del 1841. L’anno seguente superò a pieni voti l’esame di idoneità come Proassistente, e fu presto eletto Assistente. La pratica all’interno dell’Ospedale diede i suoi frutti, tant’è che il 25 ottobre 1845 fu nominato “Dissettore Anatomico”, data la sua bravura in astanteria e la sua propensione alla chirurgia, con il compito di dirigere gli assistenti nelle dissezioni anatomiche e di preparare i pezzi patologici di particolare rilevanza che sarebbero poi stati conservati nel Museo dell’Ospedale Maggiore. In poco tempo fu incaricato di sostituire medici chirurghi primari durante la loro assenza, concentrandosi in particolare nella cura di infermieri civili e militari.

### Matrimonio e Famiglia

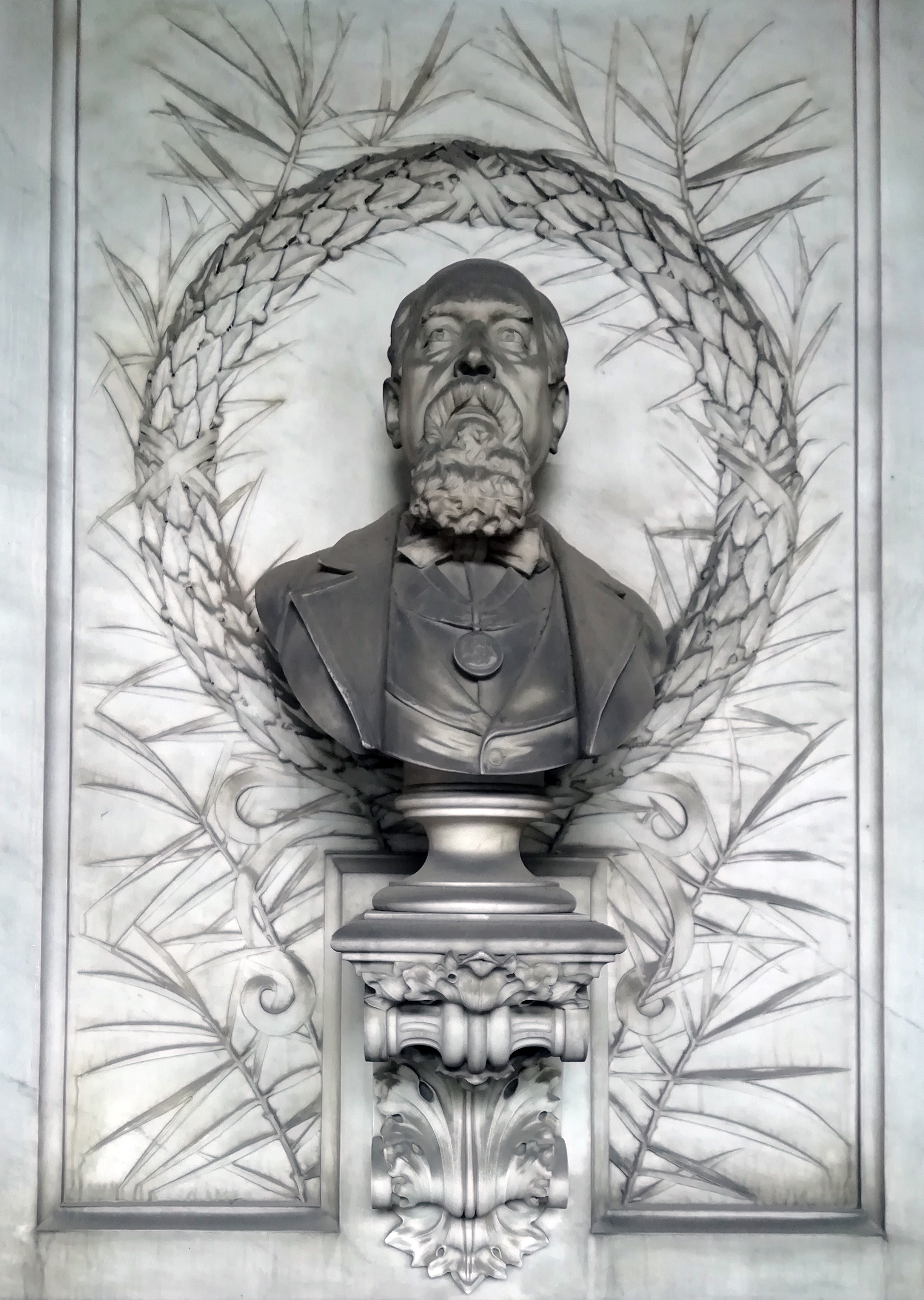
Il busto di Massarenti nella cappella a lui dedicata, nel Chiostro Annesso al Maggiore del Cimitero monumentale della Certosa di Bologna.

All’età di 33 anni, sposò Fanny Campagnoli, da cui ebbe cinque figli: Giulietta, Aldo, Adolfo, Antonio e Alberto. I figli nutrivano grande amore e ammirazione per il padre, al punto che gli dedicarono una cappella nel Cimitero Comunale della Certosa di Bologna. Elemento caratterizzante della cappella è il cancello realizzato con sinuose foglie di oleandro nel 1904, ad opera di Sante Mingazzi.

### Carriera Universitaria
Il 27 aprile 1849 divenne Medico Chirurgo nell’Ospedale Militare “Abbandonati”, affiancando il professor Venturoli fino al 1852. Nel 1849 il Cardinale Carlo Oppizzoni, il quale si occupava dell’istruzione dei giovani che nella Diocesi di Bologna volevano applicarsi alle Scienze (in seguito alla chiusura dell'Università Pontificia), nominò Massarenti privato istruttore per l’insegnamento della Chirurgia teorica e Ostetricia. In questo contesto nacquero i dissapori tra Carlo Massarenti e Francesco Rizzoli, al punto che verranno descritti come “due aquile rivali della Chirurgia Italiana”, dal momento che Massarenti fu chiamato a sostituire Rizzoli. Nel 1859 all’Università di Bologna la cattedra di Ostetricia e quella di Chirurgia vennero separate, nonostante l’incredulità di professori e medici tra cui Massarenti. L’anno successivo fu chiamato ad insegnare Ginecologia all’Università di Bologna, seppur continuasse, presso l’Ospedale Maggiore, a coprire il suo ruolo di Chirurgo Militare. Fu eccellente medico-chirurgo militare. Due operazioni in particolare gli fecero acquisire la “Croce per merito civile in oro con la Corona”  impartitagli dall’Imperatore d’Austria. Il 9 Novembre 1860 il Corpo Amministrativo degli Ospedali di Bologna lo nominò Medico-Chirurgo Primario dell’Ospedale Maggiore a partire dal 1º Gennaio 1861. Dal 1877 in poi si dedicò principalmente all’insegnamento e alla pratica Ginecologica e Ostetrica. Nel 1892 si ritirò dall’insegnamento ma domandò e ottenne un corso libero di Pelvilogia che svolse per tre anni. Dal 1895 si ritirò definitivamente a vita privata. Di Carlo Massarenti rimane il ricordo della grande attitudine chirurgica, che da qualche suo contemporaneo fu paragonata a quella di Cosimo Palamidessi, al quale pare lo avvicinasse anche la massima serenità davanti ai pazienti.

## Contributi alla medicina e Innovazioni Scientifiche
(Carlo Massarenti: “Frammenti di statistica ostetrica, di chirurgia, di ginecologia”.)
Ma, a differenza di quanto da lui detto, le innovazioni apportate da Massarenti in ambito chirurgico e ginecologico ebbero un grande impatto e furono di ampio utilizzo.

### Chirurgia
Nell’anno 1841 il Prof. Giovan Battista Fabbri consegnò alle Memorie della Società Medico-Chirurgica di Bologna uno studio sperimentale sulle lussazioni del femore, che attrasse molto Massarenti, al punto che applicò più volte le tecniche acquisite su cadaveri. Poté condurre l’esperimento in vivo su una donna che presentò una lussazione posteriore del femore, con un successo stupefacente. Infatti Fabbri stesso scrisse una lettera con sinceri elogi al collega Massarenti. Pubblicò in seguito nel Bullettino delle Scienze Mediche alcune storie di lussazione traumatica ridotta col metodo Fabbri.  Con esito positivo Massarenti operò la rottura di un callo deforme dell’omero, nonostante le evidenti difficoltà come quella di sconnettere il callo che univa le estremità dell’osso, di mantenere i frammenti al loro posto e la formazione di una pseudo-artrosi, o falsa articolazione. Similmente trovò il modo di curare un enfisema generale traumatico per rottura del polmone e si occupò dell’estrazione di tumori maligni della lingua e della mammella e della spaccatura di fistole anali mediante filo elastico. Ma i contributi apportati alla medicina da parte di Massarenti non riguardano soltanto diagnosi e cura, infatti egli ha pure immaginato e realizzato alcuni apparecchi nel trattamento della frattura della clavicola (docce di guttaperca), frattura della coscia e della gamba (apparecchio di contraestensione e tavolette scivolanti sopra cilindri di legno mobili) e frattura della rotula (fasciatura contentiva sovramontata da un tubo elastico ripiegato a forma di losanga e fisso). Nell’Ospedale Abbandonati, Massarenti sperimentò parecchie tecniche come l’estrazione di un proiettile con l’ago-diagnosi o la disarticolazione dell’omero. Inoltre ideò un apparecchio per sopperire al distacco dei tendini estensori della gamba, consistente in due anelli di cuoio, uno sopra e uno sotto il ginocchio, riuniti nella parte anteriore mediante tessuto elastico con speciali cinghie che ne assicurano la solidità. Nello stesso ospedale egli imbalsamò mediante iniezioni nelle carotidi di una soluzione di acido arsenioso, la gamba di uno zappatore svizzero che dopo 12 anni era ancora ben conservata e passava dal Museo dell’Ospedale Maggiore al Museo d’Anatomia Patologica della R.Università. Riguardo ai mezzi anestetici in medicina e in chirurgia, Massarenti fu il primo ad usare il coralio a Bologna in una giovane affetta da epilessia. Favoreggiava il collodion elastico per le ferite da taglio, da fuoco e lacero-contuse per la doppia proprietà di essere antisettico e contentivo. Massarenti è stato il più fedele sperimentatore di caustici in genere sui tessuti animali allo stato fisiologico e patologico e ha usato l’acido fenico, il nitrato d’argento, il nitrato di mercurio e l’acido-cromico con la glicerina. Egli affermò che dove l’epitelio della pelle e delle mucose è sano, l’applicazione di questi caustici è innocua e indolore, dove è patologico l’azione è dolorosa. In particolare il nitrato acido di mercurio fu utilizzato contro la difterite, mentre l’acido fenico per combattere processi puerperali localizzati e le comuni erosioni del muso di tinca. Massarenti inoltre inventò l’uvolotomo, uno strumento chirurgico nuovo, destinato a recidere le ugole ipertrofiche, comuni nei cantanti. Questo strumento consente di non dover fare un taglio obliquo all’ugola.

### Ginecologia
Innanzitutto Massarenti inventò  una sedia ginecologica in legno comoda per l’operatore e per la paziente. Attuò e perfezionò la tecnica del tamponamento endouterino, praticato nel 1868 con il percloruro di ferro e le iniezioni con la tintura di iodio nei casi di endometria fungosa, dei polipi uterini associati a frequenti e abbondanti menorragie e nei casi d’aborto; più tardi estese questa tecnica a processi puerperali localizzati, mostrandosi precursore del ginecologo tedesco Alfred Duhrssen. Fu inoltre il primo a proporre la stetoscopia cervico-uterina, come mezzo per scoprire precocemente l’inserzione anomala della placenta. Praticò per primo l’evoluzione pelvica artificiale con un uncino acuto nei casi ove la spalla del feto è scesa tanto in basso da rendere impossibile il rivolgimento. Descrisse questa tecnica nell’Accademia delle Scienze dell’Istituto di Bologna il 16 Maggio 1861. Fece fabbricare uno strumento chiamato vertebrotomo costituito di un uncino ottuso che fissa il collo e di un trapano che rompe la continuità delle vertebre cervicali. Fu un acceso sostenitore dell’uso della leva nei casi di stenosi pelviche in maniera da favorire lo sgusciamento del capo fetale. Nel 1886 rese noto un mezzo per diagnosticare la morte del feto nella cavità uterina e lo stato di gravidanza.

## Incarichi e Onorificenze[19]
- 1848 - Diploma di Socio residente della Società Medico-Chirurgica di Bologna
- 1849 - Nomina a dirigere l’Ospedale Militare Abbandonati all’epoca del bombardamento.
- 1850 - Socio d’onore con qualifica di Medico dell’Accademia Filodrammatica De’ Concordi, Bologna.
- 1851 - Nomina di alunno dell’Accademia delle Scienze dell’Istituto di Bologna.
- 1852 - Decorazione di S.M. l’Imperatore d’Austria della Croce del Merito Civile in Oro con la Corona, per i servizi prestati nell’Ospedale Militare Abbandonati alle Imperiali truppe.
- 1854 - Nomina a membro della Deputazione Comunale Sanitaria per l’invasione del Colera.
- 1857 - Diploma di Accademico onorario dell’Accademia delle Scienze dell’Istituto di Bologna.
- 1858 - Nomina di Medico-Chirurgo primario dello Stabilimento degli Esposti e del Baliatico.
- 1859 - Nomina a Medico Direttore dell’Ospedale Militare per le truppe Italiane.
- 1860 - Nomina a membro della Commissione Medica Municipale per giudicare dell’impotenza dei feriti nei combattimenti per la causa Italiana.
- 1860 - R. Decreto di Nomina a Direttore della Clinica Ostetrica nella R.Università di Bologna, con l’incarico di supplire nelle lezioni il Professore di Clinica Chirurgica.
- 1860 - Nomina a Medico-Chirurgo primario dell’Ospedale Maggiore.
- 1861 - Nomina a Consigliere Sanitario del Municipio di Bologna.
- 1862 - R. Decreto di nomina a Cavaliere dell’ordine Maurizio per i servigi prestati alla Pubblica Istruzione.
- 1865 - Decreto Reale di nomina a Membro del Coniglio Provinciale Sanitario.
- 1866 - Nomina a Direttore della prima Sezione Chirurgica negli Ospedali Militari durante la guerra.
- 1869 - Membre correspondant de la Société Promotrice de la Science Oculistique, Paris.
- 1870 - Diploma di Socio onorario dell’Associazione promotrice delle arti e Mestieri, Fiume.
- 1870 - Membre honoraire de la Classe de Sciences de l’Académie des Actes et Métiers, Paris.
- 1870 - Socio corrispondente del gabinetto di Scienze Mediche, Modica.
- 1870 - Socio onorario della filantropica Società Artistica Insegnante di Napoli.
- 1871 - Commander du Vènèrable Institut des Chevaliers de Saint Sauver de Mont-Real, Jerusalem, Rhodes et Malte, Lyon.
- 1872 - Nomina a far parte del Consiglio Provinciale di Sanità.
- 1876 - R.Decreto di nomina a Professore straordinario di Ostetricia e clinica Ostetrica ottenuto dietro concorso per titoli.
- 1892 - Incarico di insegnamento libero alla R.Università sulla Pelvilogia Muliebre.
- 1893 - R.Decreto di nomina a Cavaliere dell’ordine della Corona d’Italia.
- 1894 - Nomina di Socio Onorario della Società Emiliana delle levatrici.
- 1895 - Nomina di Socio Onorario della Società bolognese delle levatrici.

## Opere[20]
- 1847 - Descrizione di un nuovo apparecchio destinato a supplire all'azione dei muscoli estensori della gamba.[21]
- 1848 - Osservazioni sopra un enfisema generale traumatico.[22]
- 1850 - Nuovo metodo per andare in traccia dei corpi estranei, e renderne l'estrazione facile e sicura.
- 1856 - Storia di una lussazione traumatica del femore sinistro ridotta con il processo di circonduzione.[23]
- 1856 - Osservazioni sul modo di applicare la Leva di primo grado nella riduzione delle lussazioni traumatiche del femore.
- 1857 - Di un'ernia vaginale congenita, complicata a rottura dell'intestino.
- 1858 - Rottura di un callo deforme dell'omero per accavallamento dei frammenti, complicato a lussazione scapulo-omerale; ed osservazioni in proposito.
- 1860 - Di una rottura utero-vaginale accaduta nel parto a termine di gravidanza, con passaggio del feto sotto il peritoneo, che veste la parete posteriore dell'addome.
- 1861 - Nuovo processo operatorio per applicare gli uncini quando il feto è disceso colla spalla attraverso i genitali muliebri esterni, essendosi reso impossibile il rivolgimento.
- 1863 - Cenni statistici intorno alla Clinica Ostetrica di Bologna, redatti dal suo assistente clinico.
- 1868 - Di alcuni casi relativi alla presentazione della spalla. Indicazioni per l'uso metodico degli uncini, e per un processo operatorio da sostituirsi alla decollazione.
- 1870 - Dell'ascoltazione nella diagnosi differenziale delle presentazioni del feto.
- 1871 - Operazione Cesarea per tumore fibroso del bacino.
- 1871 - Sull'ascoltazione nella diagnosi differenziale delle presentazioni del feto. Risposta alle considerazioni del Dott.Cesare Belluzzi.
- 1871 - Del Rivolgimento ostetrico esterno eseguito sopra casi raccolti nella Clinica Ostetrica e nella pratica privata del professore Carlo Massarenti.
- 1873 - Su due feriti nello scontro ferroviario avvenuto in vicinanza di Vergato.
- 1874 - Statistica della Clinica Ostetrica della R. Università di Bologna dall'anno 1860 all'anno 1867.
- 1876 - Osservazioni sul parto forzato nelle donne morte incinte negli ultimi tre mesi della gravidanza.
- 1876 - Dell' embriotomia sul cadavere; ed applicazione della medesima sul vivente.
- 1876 - Proposta dell'apparecchio di Guttaperca per trattamento delle fratture della clavicola.
- 1876 - Dell'utilità degli uncini acuti nella pratica dei Parti.
- 1881 - Considerazioni intorno l'evoluzione pelvica spontanea, e modo di praticarla artificialmente in caso di impegno profondo della spalla, evitando possibilmente l'eviscerazione del feto.
- 1882 - Considerazioni cliniche intorno al rivolgimento esterno.
- 1882 - Della leva considerata nella pratica dei parti qual mezzo traente in genere e ispecie nelle sproporzioni cefalo-pelviche di primo grado.
- 1883 - Considerazioni pratiche intorno le emorragie uterine che manifestansi durante la gravidanza e nei primordi del soprapporta.
- 1883 - Rendiconto statistico della Clinica Ostetrica di Bologna dalla sua fondazione (1860) fino a tutto il 1879.
- 1885 - Appendice al rendiconto statistico della Clinica Ostetrica di Bologna per gli anni 1880-81-82-83.
- 1885 - Di un nuovo mezzo adesivo antisettico-anestetico, facile, pronto, economico e sicuro nella cura delle ferite.
- 1886 - La mondatura dell'utero per la diagnosi della gravidanza fin dai suoi primordi.
- 1888 - Memoriale del Prof. Carlo Massarenti: - Di alcuni rari casi di Distocia fetale. -Alcune parole generiche intorno allo studio Chirurgico-Ostetrico sperimentale. -Di alcune interessanti osservazioni sull'uso della tintura di iodio specialmente in Ginecologia.
- 1889 - Applicazione del tamponamento uterino col percloruro di ferro, ovvero con l'acido fenico concentrato nelle metrorragie da aborto e nei processi puerperali localizzati.
- 1890 - Frammenti di statistica Ostetrica, di Chirurgia e di Ginecologia con tavole dimostrative.